# Comuna Novopil, Cerneahiv
Novopil (în ucraineană Новопільська сільська рада) este o comună în raionul Cerneahiv, regiunea Jîtomîr, Ucraina, formată din satele Ivanovîci, Novopil (reședința) și Okilok.

## Demografie
Componența lingvistică a comunei Novopil
     Ucraineană (98,62%)
     Rusă (1,14%)
     Alte limbi (0,24%)
Conform recensământului din 2001, majoritatea populației comunei Novopil era vorbitoare de ucraineană (98,62%), existând în minoritate și vorbitori de rusă (1,14%).